# Benois & Damas
Benois & Damas war ein französischer Hersteller von Automobilen.

## Unternehmensgeschichte
Das Unternehmen wurde 1903 in Neuilly-sur-Seine zur Produktion von Automobilen gegründet. Adolphe Clément war an dem Unternehmen beteiligt. 1904 endete die Produktion. Insgesamt entstanden nur wenige Exemplare.

## Fahrzeuge
Das kleinere Modell verfügte über einen Zweizylindermotor mit 8 PS Leistung. Daneben gab es ein Modell mit einem Vierzylindermotor und 12 PS Leistung. In beiden Modellen war der Motor vorne im Fahrzeug montiert und trieb über eine Kardanwelle die Hinterachse an.
Möglicherweise fertigte das Unternehmen auch die Sphinx-Motoren, die in den Fahrzeugen von Clément-Bayard, Gladiator und Clement Talbot montiert wurden.